# Meizu E2
Meizu E2 — смартфон китайської компанії Meizu Technology, анонсований цією компанією в 2017 році в Китаї. Телефон буде доступний у версіях — чорному (Obsidian Black), сріблястому (Moonlight Silver) і золотому (Champagne Gold) кольорах, а також буде особлива версія Transformers Edition, приурочена до виходу фільму «Трансформери: Останній Лицар».
Вартість на китайському ринку складе від $189 (¥1299) за модель із 3 ГБ / 32 ГБ, дорожча модифікація 4 ГБ / 64 ГБ — $232 (¥1599). Поки що невідомо, коли буде міжнародна версія для інших ринків.

## Аксесуари
Для цієї моделі виробник випустив 4 чохли: чорний, червоний, зелений і блакитний за ціною 12 дол.